# Контрада Фјори
Контрада Фјори је насеље у Италији у округу Агриђенто, региону Сицилија.
Према процени из 2011. у насељу је живело 15 становника. Насеље се налази на надморској висини од 17 м.